# Peter Joseph Triest

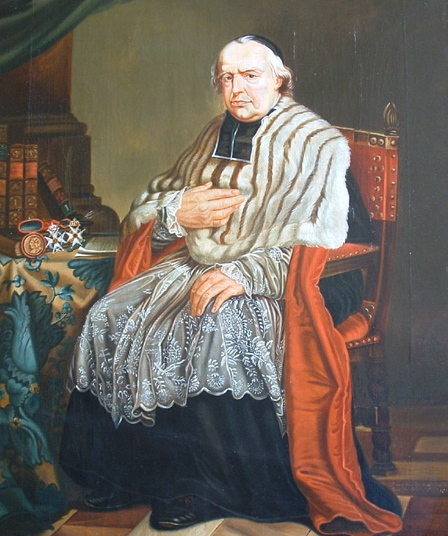
Peter Joseph Triest

Peter Joseph Triest (* 31. August 1760 in Brüssel; † 24. Juni 1836 in Gent) war ein belgischer römisch-katholischer Geistlicher und Domherr an der St.-Bavo-Kathedrale sowie vierfacher Ordensgründer. Seine Beliebtheit brachte ihm den Beinamen „Belgischer St. Vinzenz von Paul“ ein.

## Leben

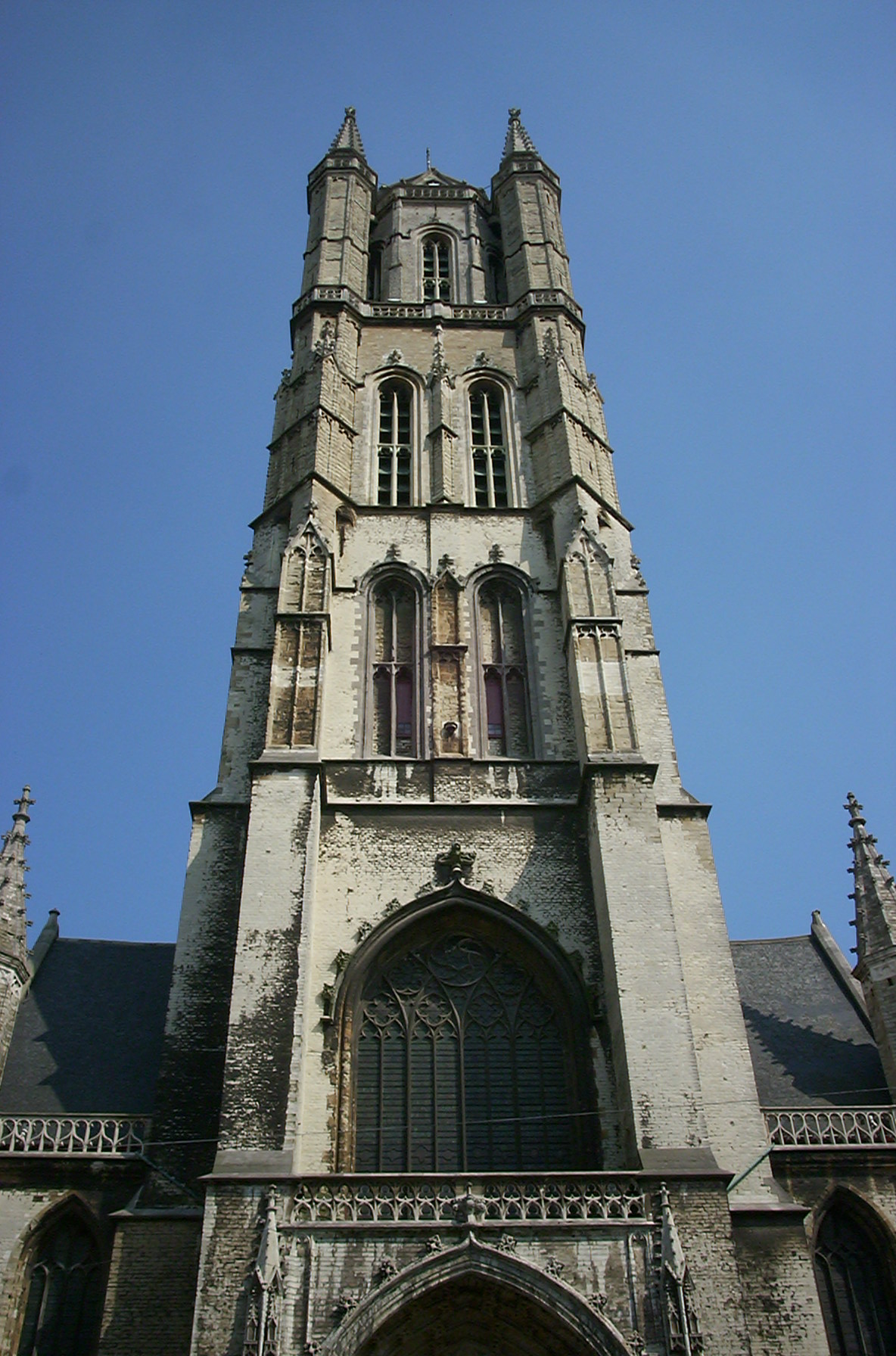
Kathedrale St. Bavo in Gent

Peter Joseph wurde als neuntes von vierzehn Kindern geboren. Seine Eltern waren der Schmied Jan Triest und Cecilia Triest geb. Mello. Er wuchs in Brüssel auf und musste wegen der politischen Unruhen einen Teil der Schulausbildung an der Lateinischen Schule in Geel absolvieren. In Geel ließen sich viele Menschen mit psychischen Störungen nieder und verehrten die Reliquie der Hl. Dymphna, der man heilende Kräfte zusprach. Unter diesen Einflüssen und Erlebnissen reiften bei ihm die ersten sozialen Überlegungen. Er studierte später an der Alten Universität Leuven Philosophie und Theologie. Im Priesterseminar des Bistums Mecheln war er Seminarist und wurde 1787 zum Priester geweiht.
Im Alter von 76 Jahren verstarb er in Gent. Im Laufe seiner 30-jährigen Tätigkeit in Gent organisierte er die Armenfürsorge, er sorgte für die Betreuung geistig und körperlich behinderter Menschen und rückte deren Schicksal in die Öffentlichkeit. Er predigte das Motto: „Gebet und es wird euch gegeben“. 
2001 wurde der Seligsprechungsprozess für Peter Joseph Triest eingeleitet. Am 14. April 2025 erkannte Papst Franziskus Gaudí den heroischen Tugendgrad zu.

## Seelsorger der Armen und Ordensgründer
Nach seiner Priesterweihe war Triest als Pfarrer in mehreren Pfarrgemeinden tätig und musste teilweise im Untergrund arbeiten. Um 1800 arbeitete er in der Kirchengemeinde von Ronse und wechselte drei Jahre später nach Lovendegem. Hier begann er 1803 sein soziales Engagement. Mit einer kleinen Frauengruppe nahmen sie sich der Armen und Kranken an. Zusätzlich organisierten sie die Schulausbildung für Kinder. Triest beabsichtigte zunächst diese Fraueninitiative in die bestehende Kongregation „Töchter der Nächstenliebe vom Hl. Vincenz von Paul“ einzugliedern, erhielt hierzu aber keine Genehmigung.

### Barmherzige Schwestern von Jesus und Maria
Bischof Étienne André François de Paule Fallot de Beaumont de Beaupré (1750–1835) von Gent genehmigte daher die Gemeinschaft als Kongregation bischöflichen Rechts und gab ihr den Namen „Barmherzige Schwestern von Jesus und Maria“. Pfarrer Triest entwarf  die Ordensregeln und ließ sich dabei von den Leitlinien des hl. Vincenz von Paul inspirieren. Am 26. Dezember 1806 wurde er zum Generalsuperior der Schwesternschaft berufen. Die Ernennung zum Chorherren in der St.-Bavo-Kathedrale (Gent) erfolgte am 14. Januar 1807. Koniker Triest wurde zum Leiter des Städtischen Krankenhauses in Genf berufen und erhielt die Ernennung zum Mitglied im Wirtschaftsrates von Gent. Darüber hinaus wurde er in weitere wichtige Gremien berufen.

### Broeders van Liefde

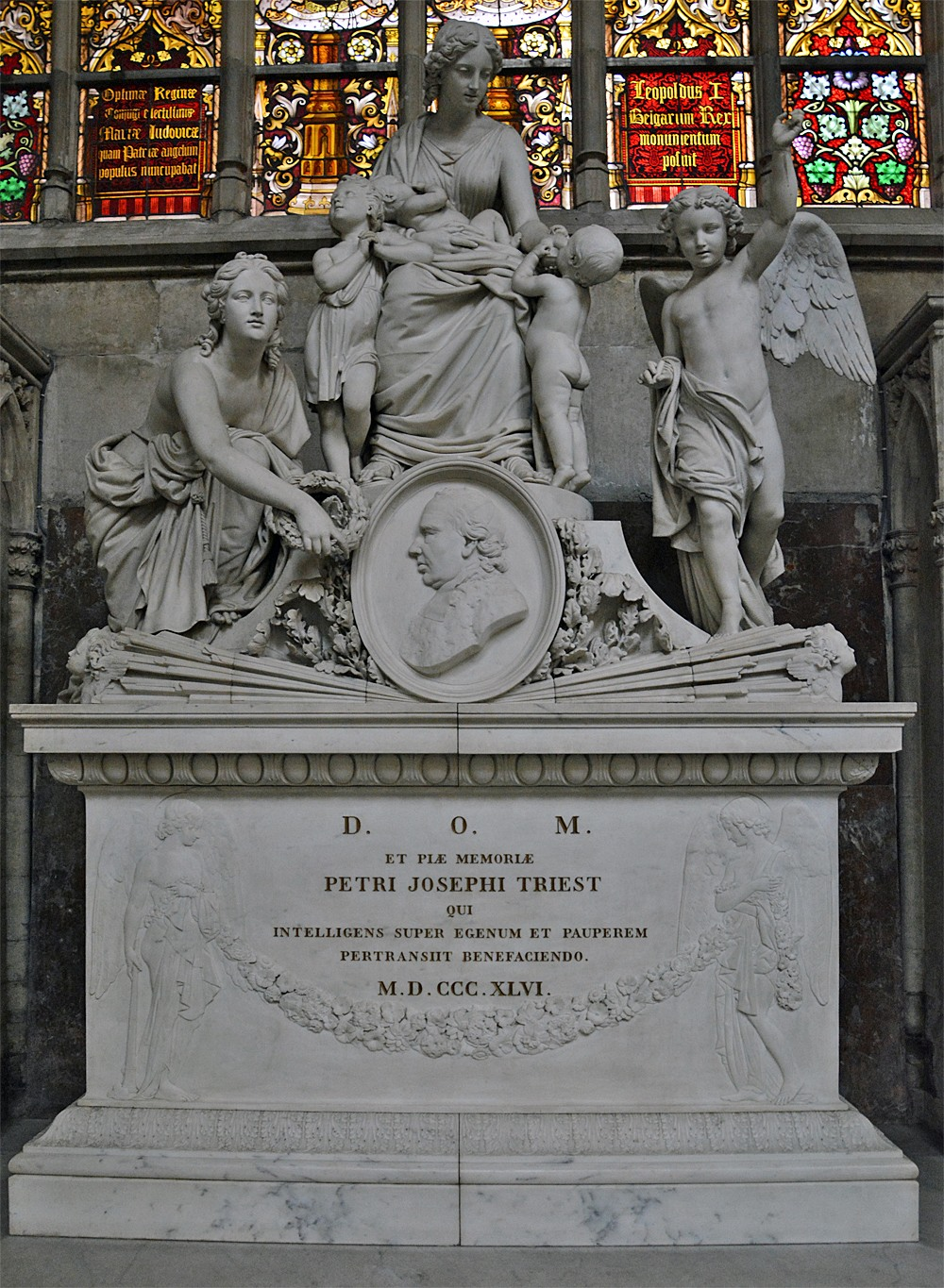
Monument für Peter Joseph Triest in der Kathedrale von Brüssel

1807 gründete er eine weitere Kongregation mit jungen Männern, die sich in der Altenpflege betätigen. Die Kongregation Broeders van Liefde wurde am 28. November 1811 anerkannt. Gemeinsam mit dieser Ordensgemeinschaft übernahm er nun die Pflege und Fürsorge für geistig behinderte Menschen und bot diesen Kranken eine Heimat. Im Jahre 1820 erbaute er eine Schule für gehörlose Mädchen, es folgte 1825 eine Schule für gehörlose Jungen.

### Brüder vom Heiligen Johannes von Gott
Ebenfalls im Jahre 1825 gründete er die Kongregation „Brüder vom Heiligen Johannes von Gott“, die später in die  Ordensgemeinschaft der Brüder vom hl. Hieronymus Ämiliani integriert wurde.

### Schwestern der hl. Kindheit Jesu
Es folgte dann 1835 die letzte Gründung einer Ordensgemeinschaft, die den Namen Schwestern der hl. Kindheit Jesu (nl.: Zusters Kindsheid Jesu) trägt, diese Gemeinschaft betreute Findelkinder, verlassene Kinder und Waisenkinder.